# Arve Lønnum
Arve Johannes Lønnum (ur. 2 października 1911 w Egge, zm. 18 grudnia 1988 w Oslo) – norweski lekarz oraz polityk.

## Życiorys
Urodził się w regionie Trøndelag. W 1945 uzyskał stopień kandydata nauk medycznych, a dyplom doktora medycyny w 1966. W latach 1971–1981 był ordynatorem w szpitalu klinicznym w Akershus. Zajmował stanowisko profesora neurologii na Uniwersytecie w Oslo. Był także autorem książek o polityce zdrowotnej oraz kilku o tematyce wojskowo-historycznej.

## Kariera polityczna
Przed wyborami do parlamentu w 1973 dołączył do środowiska skupionego wokół Andersa Langego, później stał się jedną z wiodących postaci w jego partii, Anders Langes Parti (ALP), poprzedniczki dzisiejszej Partii Postępu. Po śmierci Langego w 1974 na tymczasowego przewodniczącego partii został wybrany Eivind Eckbo, jednak już w 1975 zastąpił go Lønnum. Lønnum stracił stanowisko po wyborach parlamentarnych w 1977, kiedy partia uzyskała ledwie 1,9% poparcia. Po utracie stanowiska został jednym z promotorów partii. W 1988 został członkiem rady miasta w Oslo.
Został pochowany w kościele Grefsen w północnej części Oslo.
Syn Lønnuma, Arve Lønnum jr również został politykiem Partii Postępu.